# Paris-Nice de 2018
A 76.ª edição da Paris-Nice foi uma corrida de ciclismo de estrada por etapas que se celebrou entre 4 e 11 de março de 2018 na França com início no município de Chatou e final na cidade de Nice sobre um percurso de 1186 quilómetros.
A corrida fez parte do UCI WorldTour de 2018, calendário ciclístico de máximo nível mundial, sendo a sexta corrida de dito circuito.
A general foi para o espanhol Marc Soler (Movistar). Completaram o pódio o britânico Simon Yates (Mitchelton-Scott) e o também espanhol Gorka Izagirre (Bahrain Merida).

## Equipas participantes
Tomaram parte na corrida 22 equipas: 18 de categoria UCI WorldTeam; e 4 de categoria Profissional Continental. Formando assim um pelotão de 154 ciclistas dos que acabaram 77. As equipas participantes foram:
| Equipes WorldTeam (18)- AG2R La Mondiale - Astana - Bahrain-Merida - BMC Racing Team - Bora-Hansgrohe - Dimension Data - EF Education First-Drapac p/b Cannondale - Groupama-FDJ - Katusha-Alpecin - Mitchelton-Scott - Lotto Soudal - Lotto NL-Jumbo - Movistar Team - Quick-Step Floors - Sky - Team Sunweb - Trek-Segafredo - UAE Team Emirates Equipes profissionais Continentais (4)- Cofidis, Solutions Crédits - Delko-Marseille Provence-KTM - Direct Énergie - Fortuneo-Samsic |
| |

## Percorrido
A Paris-Nice dispôs de oito etapas dividido em três etapas planas, duas em media montanha, duas etapas de montanha e uma contrarrelógio individual para um percurso total de 686,8 quilómetros.
| Etapa | Data    | Percurso                      | type                      | Distância (km) | Vencedor          | Líder geral       |
| ----- | ------- | ----------------------------- | ------------------------- | -------------- | ----------------- | ----------------- |
| 1     | 4 mar.  | Chatou – Meudon               | etapa escarpada           | 135            | Arnaud Démare     | Arnaud Démare     |
| 2     | 5 mar.  | Orsonville – Vierzon          | etapa plana               | 187,5          | Dylan Groenewegen | Arnaud Démare     |
| 3     | 6 mar.  | Bourges – Châtelguyon         | etapa escarpada           | 210            | Jonathan Hivert   | Luis León Sánchez |
| 4     | 7 mar.  | La Fouillouse – Saint-Étienne | contrarrelógio individual | 18,4           | Wout Poels        | Luis León Sánchez |
| 5     | 8 mar.  | Salon-de-Provence – Sisteron  | média montanha            | 165            | Jérôme Cousin     | Luis León Sánchez |
| 6     | 9 mar.  | Sisteron – Vence              | média montanha            | 198            | Rudy Molard       | Luis León Sánchez |
| 7     | 10 mar. | Nice – Valdeblore             | alta montanha             | 175            | Simon Yates       | Simon Yates       |
| 8     | 11 mar. | Nice – Nice                   | média montanha            | 110            | David de la Cruz  | Marc Soler        |

## Desenvolvimento da corrida

### 1.ª etapa
| Chatou - Meudon | etapa escarpada | (135 km) |

| \| Classificação por etapas \| Classificação por etapas \| Classificação por etapas \| Classificação por etapas \| Classificação por etapas \| \| Ciclista \| Ciclista \| Equipe \| Tempo \| \| \| ------------------------ \| ------------------------ \| -------------------------- \| ------------------------ \| ------------------------ \| \| 1. \| Arnaud Démare \| Groupama-FDJ \| 3h07m39s \| \| \| 2. \| Gorka Izagirre \| Bahrain-Merida \| + 0s \| \| \| 3. \| Christophe Laporte \| Cofidis, Solutions Crédits \| + 0s \| \| \| 4. \| Tim Wellens \| Lotto-Soudal \| + 0s \| \| \| 5. \| Mike Teunissen \| Team Sunweb \| + 0s \| \| \| 6. \| Julian Alaphilippe \| Quick-Step Floors \| + 0s \| \| \| 7. \| Patrick Konrad \| Bora-Hansgrohe \| + 2s \| \| \| 8. \| Dylan Teuns \| BMC Racing Team \| + 2s \| \| \| 9. \| Matteo Trentin \| Mitchelton-Scott \| + 2s \| \| \| 10. \| Ion Izagirre \| Bahrain-Merida \| + 2s \| \| |                    |                            |          |
| |                    |                            |          |
| |                    |                            |          |
| Classificação por etapas |                    |                            |          |
| Ciclista | Ciclista           | Equipe                     | Tempo    |
| 1. | Arnaud Démare      | Groupama-FDJ               | 3h07m39s |
| 2. | Gorka Izagirre     | Bahrain-Merida             | + 0s     |
| 3. | Christophe Laporte | Cofidis, Solutions Crédits | + 0s     |
| 4. | Tim Wellens        | Lotto-Soudal               | + 0s     |
| 5. | Mike Teunissen     | Team Sunweb                | + 0s     |
| 6. | Julian Alaphilippe | Quick-Step Floors          | + 0s     |
| 7. | Patrick Konrad     | Bora-Hansgrohe             | + 2s     |
| 8. | Dylan Teuns        | BMC Racing Team            | + 2s     |
| 9. | Matteo Trentin     | Mitchelton-Scott           | + 2s     |
| 10. | Ion Izagirre       | Bahrain-Merida             | + 2s     |

| \| Classificação geral \| Classificação geral \| Classificação geral \| Classificação geral \| Classificação geral \| \| Ciclista \| Ciclista \| Equipe \| Tempo \| \| \| ------------------- \| ------------------- \| -------------------------- \| ------------------- \| ------------------- \| \| 1. \| Arnaud Démare \| Groupama-FDJ \| 3h07m29s \| \| \| 2. \| Gorka Izagirre \| Bahrain-Merida \| + 4s \| \| \| 3. \| Christophe Laporte \| Cofidis, Solutions Crédits \| + 6s \| \| \| 4. \| Tim Wellens \| Lotto-Soudal \| + 10s \| \| \| 5. \| Mike Teunissen \| Team Sunweb \| + 10s \| \| \| 6. \| Julian Alaphilippe \| Quick-Step Floors \| + 10s \| \| \| 7. \| Patrick Konrad \| Bora-Hansgrohe \| + 12s \| \| \| 8. \| Dylan Teuns \| BMC Racing Team \| + 12s \| \| \| 9. \| Matteo Trentin \| Mitchelton-Scott \| + 12s \| \| \| 10. \| Ion Izagirre \| Bahrain-Merida \| + 12s \| \| |                    |                            |          |
| |                    |                            |          |
| |                    |                            |          |
| Classificação geral |                    |                            |          |
| Ciclista | Ciclista           | Equipe                     | Tempo    |
| 1. | Arnaud Démare      | Groupama-FDJ               | 3h07m29s |
| 2. | Gorka Izagirre     | Bahrain-Merida             | + 4s     |
| 3. | Christophe Laporte | Cofidis, Solutions Crédits | + 6s     |
| 4. | Tim Wellens        | Lotto-Soudal               | + 10s    |
| 5. | Mike Teunissen     | Team Sunweb                | + 10s    |
| 6. | Julian Alaphilippe | Quick-Step Floors          | + 10s    |
| 7. | Patrick Konrad     | Bora-Hansgrohe             | + 12s    |
| 8. | Dylan Teuns        | BMC Racing Team            | + 12s    |
| 9. | Matteo Trentin     | Mitchelton-Scott           | + 12s    |
| 10. | Ion Izagirre       | Bahrain-Merida             | + 12s    |

### 2.ª etapa
| Orsonville - Vierzon | etapa plana | (187,5 km) |

| \| Classificação por etapas \| Classificação por etapas \| Classificação por etapas \| Classificação por etapas \| Classificação por etapas \| \| Ciclista \| Ciclista \| Equipe \| Tempo \| \| \| ------------------------ \| ------------------------ \| ------------------------ \| ------------------------ \| ------------------------ \| \| 1. \| Dylan Groenewegen \| LottoNL-Jumbo \| 4h51m31s \| \| \| 2. \| Elia Viviani \| Quick-Step Floors \| + 0s \| \| \| 3. \| André Greipel \| Lotto-Soudal \| + 0s \| \| \| 4. \| Phil Bauhaus \| Team Sunweb \| + 0s \| \| \| 5. \| Arnaud Démare \| Groupama-FDJ \| + 0s \| \| \| 6. \| Mike Teunissen \| Team Sunweb \| + 0s \| \| \| 7. \| Alexander Kristoff \| UAE Team Emirates \| + 0s \| \| \| 8. \| Jean-Pierre Drucker \| BMC Racing Team \| + 0s \| \| \| 9. \| John Degenkolb \| Trek-Segafredo \| + 0s \| \| \| 10. \| Iván García Cortina \| Bahrain-Merida \| + 0s \| \| |                     |                   |          |
| |                     |                   |          |
| |                     |                   |          |
| Classificação por etapas |                     |                   |          |
| Ciclista | Ciclista            | Equipe            | Tempo    |
| 1. | Dylan Groenewegen   | LottoNL-Jumbo     | 4h51m31s |
| 2. | Elia Viviani        | Quick-Step Floors | + 0s     |
| 3. | André Greipel       | Lotto-Soudal      | + 0s     |
| 4. | Phil Bauhaus        | Team Sunweb       | + 0s     |
| 5. | Arnaud Démare       | Groupama-FDJ      | + 0s     |
| 6. | Mike Teunissen      | Team Sunweb       | + 0s     |
| 7. | Alexander Kristoff  | UAE Team Emirates | + 0s     |
| 8. | Jean-Pierre Drucker | BMC Racing Team   | + 0s     |
| 9. | John Degenkolb      | Trek-Segafredo    | + 0s     |
| 10. | Iván García Cortina | Bahrain-Merida    | + 0s     |

| \| Classificação geral \| Classificação geral \| Classificação geral \| Classificação geral \| Classificação geral \| \| Ciclista \| Ciclista \| Equipe \| Tempo \| \| \| ------------------- \| ------------------- \| -------------------------- \| ------------------- \| ------------------- \| \| 1. \| Arnaud Démare \| Groupama-FDJ \| 7h58m57s \| \| \| 2. \| Gorka Izagirre \| Bahrain-Merida \| + 7s \| \| \| 3. \| Christophe Laporte \| Cofidis, Solutions Crédits \| + 8s \| \| \| 4. \| Julian Alaphilippe \| Quick-Step Floors \| + 10s \| \| \| 5. \| Mike Teunissen \| Team Sunweb \| + 13s \| \| \| 6. \| Tim Wellens \| Lotto-Soudal \| + 13s \| \| \| 7. \| Tony Gallopin \| AG2R La Mondiale \| + 15s \| \| \| 8. \| Esteban Chaves \| Mitchelton-Scott \| + 15s \| \| \| 9. \| Ion Izagirre \| Bahrain-Merida \| + 15s \| \| \| 10. \| Heinrich Haussler \| Bahrain-Merida \| + 15s \| \| |                    |                            |          |
| |                    |                            |          |
| |                    |                            |          |
| Classificação geral |                    |                            |          |
| Ciclista | Ciclista           | Equipe                     | Tempo    |
| 1. | Arnaud Démare      | Groupama-FDJ               | 7h58m57s |
| 2. | Gorka Izagirre     | Bahrain-Merida             | + 7s     |
| 3. | Christophe Laporte | Cofidis, Solutions Crédits | + 8s     |
| 4. | Julian Alaphilippe | Quick-Step Floors          | + 10s    |
| 5. | Mike Teunissen     | Team Sunweb                | + 13s    |
| 6. | Tim Wellens        | Lotto-Soudal               | + 13s    |
| 7. | Tony Gallopin      | AG2R La Mondiale           | + 15s    |
| 8. | Esteban Chaves     | Mitchelton-Scott           | + 15s    |
| 9. | Ion Izagirre       | Bahrain-Merida             | + 15s    |
| 10. | Heinrich Haussler  | Bahrain-Merida             | + 15s    |

### 3.ª etapa
| Bourges - Châtelguyon | etapa escarpada | (210 km) |

| \| Classificação por etapas \| Classificação por etapas \| Classificação por etapas \| Classificação por etapas \| Classificação por etapas \| \| Ciclista \| Ciclista \| Equipe \| Tempo \| \| \| ------------------------ \| ------------------------ \| ---------------------------- \| ------------------------ \| ------------------------ \| \| 1. \| Jonathan Hivert \| Direct Énergie \| 5h22m49s \| \| \| 2. \| Luis León Sánchez \| Astana \| + 1s \| \| \| 3. \| Rémy Di Gregorio \| Delko-Marseille Provence-KTM \| + 1s \| \| \| 4. \| Arnaud Démare \| Groupama-FDJ \| + 38s \| \| \| 5. \| Mike Teunissen \| Team Sunweb \| + 38s \| \| \| 6. \| André Greipel \| Lotto-Soudal \| + 38s \| \| \| 7. \| Magnus Cort \| Astana \| + 38s \| \| \| 8. \| Matteo Trentin \| Mitchelton-Scott \| + 38s \| \| \| 9. \| Julian Alaphilippe \| Quick-Step Floors \| + 38s \| \| \| 10. \| Felix Großschartner \| Bora-Hansgrohe \| + 38s \| \| |                     |                              |          |
| |                     |                              |          |
| |                     |                              |          |
| Classificação por etapas |                     |                              |          |
| Ciclista | Ciclista            | Equipe                       | Tempo    |
| 1. | Jonathan Hivert     | Direct Énergie               | 5h22m49s |
| 2. | Luis León Sánchez   | Astana                       | + 1s     |
| 3. | Rémy Di Gregorio    | Delko-Marseille Provence-KTM | + 1s     |
| 4. | Arnaud Démare       | Groupama-FDJ                 | + 38s    |
| 5. | Mike Teunissen      | Team Sunweb                  | + 38s    |
| 6. | André Greipel       | Lotto-Soudal                 | + 38s    |
| 7. | Magnus Cort         | Astana                       | + 38s    |
| 8. | Matteo Trentin      | Mitchelton-Scott             | + 38s    |
| 9. | Julian Alaphilippe  | Quick-Step Floors            | + 38s    |
| 10. | Felix Großschartner | Bora-Hansgrohe               | + 38s    |

| \| Classificação geral \| Classificação geral \| Classificação geral \| Classificação geral \| Classificação geral \| \| Ciclista \| Ciclista \| Equipe \| Tempo \| \| \| ------------------- \| ------------------- \| ------------------- \| ------------------- \| ------------------- \| \| 1. \| Luis León Sánchez \| Astana \| 13h21m56s \| \| \| 2. \| Arnaud Démare \| Groupama-FDJ \| + 28s \| \| \| 3. \| Gorka Izagirre \| Bahrain-Merida \| + 35s \| \| \| 4. \| Julian Alaphilippe \| Quick-Step Floors \| + 38s \| \| \| 5. \| Mike Teunissen \| Team Sunweb \| + 41s \| \| \| 6. \| Tim Wellens \| Lotto-Soudal \| + 41s \| \| \| 7. \| Roman Kreuziger \| Mitchelton-Scott \| + 41s \| \| \| 8. \| Heinrich Haussler \| Bahrain-Merida \| + 43s \| \| \| 9. \| Felix Großschartner \| Bora-Hansgrohe \| + 43s \| \| \| 10. \| Ion Izagirre \| Bahrain-Merida \| + 43s \| \| |                     |                   |           |
| |                     |                   |           |
| |                     |                   |           |
| Classificação geral |                     |                   |           |
| Ciclista | Ciclista            | Equipe            | Tempo     |
| 1. | Luis León Sánchez   | Astana            | 13h21m56s |
| 2. | Arnaud Démare       | Groupama-FDJ      | + 28s     |
| 3. | Gorka Izagirre      | Bahrain-Merida    | + 35s     |
| 4. | Julian Alaphilippe  | Quick-Step Floors | + 38s     |
| 5. | Mike Teunissen      | Team Sunweb       | + 41s     |
| 6. | Tim Wellens         | Lotto-Soudal      | + 41s     |
| 7. | Roman Kreuziger     | Mitchelton-Scott  | + 41s     |
| 8. | Heinrich Haussler   | Bahrain-Merida    | + 43s     |
| 9. | Felix Großschartner | Bora-Hansgrohe    | + 43s     |
| 10. | Ion Izagirre        | Bahrain-Merida    | + 43s     |

### 4.ª etapa
| La Fouillouse - Saint-Étienne | contrarrelógio individual | (18,4 km) |

| \| Classificação por etapas \| Classificação por etapas \| Classificação por etapas \| Classificação por etapas \| Classificação por etapas \| \| Ciclista \| Ciclista \| Equipe \| Tempo \| \| \| ------------------------ \| ------------------------ \| ------------------------ \| ------------------------ \| ------------------------ \| \| 1. \| Wout Poels \| Team Sky \| 25m33s \| \| \| 2. \| Marc Soler \| Movistar Team \| + 11s \| \| \| 3. \| Julian Alaphilippe \| Quick-Step Floors \| + 16s \| \| \| 4. \| Felix Großschartner \| Bora-Hansgrohe \| + 20s \| \| \| 5. \| Ion Izagirre \| Bahrain-Merida \| + 27s \| \| \| 6. \| Gorka Izagirre \| Bahrain-Merida \| + 27s \| \| \| 7. \| Luis León Sánchez \| Astana \| + 28s \| \| \| 8. \| Tim Wellens \| Lotto-Soudal \| + 29s \| \| \| 9. \| Sergio Henao \| Team Sky \| + 33s \| \| \| 10. \| Esteban Chaves \| Mitchelton-Scott \| + 33s \| \| |                     |                   |        |
| |                     |                   |        |
| |                     |                   |        |
| Classificação por etapas |                     |                   |        |
| Ciclista | Ciclista            | Equipe            | Tempo  |
| 1. | Wout Poels          | Team Sky          | 25m33s |
| 2. | Marc Soler          | Movistar Team     | + 11s  |
| 3. | Julian Alaphilippe  | Quick-Step Floors | + 16s  |
| 4. | Felix Großschartner | Bora-Hansgrohe    | + 20s  |
| 5. | Ion Izagirre        | Bahrain-Merida    | + 27s  |
| 6. | Gorka Izagirre      | Bahrain-Merida    | + 27s  |
| 7. | Luis León Sánchez   | Astana            | + 28s  |
| 8. | Tim Wellens         | Lotto-Soudal      | + 29s  |
| 9. | Sergio Henao        | Team Sky          | + 33s  |
| 10. | Esteban Chaves      | Mitchelton-Scott  | + 33s  |

| \| Classificação geral \| Classificação geral \| Classificação geral \| Classificação geral \| Classificação geral \| \| Ciclista \| Ciclista \| Equipe \| Tempo \| \| \| ------------------- \| ------------------- \| ------------------- \| ------------------- \| ------------------- \| \| 1. \| Luis León Sánchez \| Astana \| 13h47m57s \| \| \| 2. \| Wout Poels \| Team Sky \| + 15s \| \| \| 3. \| Julian Alaphilippe \| Quick-Step Floors \| + 26s \| \| \| 4. \| Marc Soler \| Movistar Team \| + 26s \| \| \| 5. \| Gorka Izagirre \| Bahrain-Merida \| + 34s \| \| \| 6. \| Felix Großschartner \| Bora-Hansgrohe \| + 35s \| \| \| 7. \| Ion Izagirre \| Bahrain-Merida \| + 42s \| \| \| 8. \| Tim Wellens \| Lotto-Soudal \| + 42s \| \| \| 9. \| Sergio Henao \| Team Sky \| + 48s \| \| \| 10. \| Esteban Chaves \| Mitchelton-Scott \| + 48s \| \| |                     |                   |           |
| |                     |                   |           |
| |                     |                   |           |
| Classificação geral |                     |                   |           |
| Ciclista | Ciclista            | Equipe            | Tempo     |
| 1. | Luis León Sánchez   | Astana            | 13h47m57s |
| 2. | Wout Poels          | Team Sky          | + 15s     |
| 3. | Julian Alaphilippe  | Quick-Step Floors | + 26s     |
| 4. | Marc Soler          | Movistar Team     | + 26s     |
| 5. | Gorka Izagirre      | Bahrain-Merida    | + 34s     |
| 6. | Felix Großschartner | Bora-Hansgrohe    | + 35s     |
| 7. | Ion Izagirre        | Bahrain-Merida    | + 42s     |
| 8. | Tim Wellens         | Lotto-Soudal      | + 42s     |
| 9. | Sergio Henao        | Team Sky          | + 48s     |
| 10. | Esteban Chaves      | Mitchelton-Scott  | + 48s     |

### 5.ª etapa
| Salon-de-Provence - Sisteron | média montanha | (165 km) |

| \| Classificação por etapas \| Classificação por etapas \| Classificação por etapas \| Classificação por etapas \| Classificação por etapas \| \| Ciclista \| Ciclista \| Equipe \| Tempo \| \| \| ------------------------ \| ------------------------ \| -------------------------- \| ------------------------ \| ------------------------ \| \| 1. \| Jérôme Cousin \| Direct Énergie \| 3h57m25s \| \| \| 2. \| Nils Politt \| Katusha-Alpecin \| + 2s \| \| \| 3. \| André Greipel \| Lotto-Soudal \| + 4s \| \| \| 4. \| Magnus Cort \| Astana \| + 4s \| \| \| 5. \| Alexander Kristoff \| UAE Team Emirates \| + 4s \| \| \| 6. \| Christophe Laporte \| Cofidis, Solutions Crédits \| + 4s \| \| \| 7. \| Matteo Trentin \| Mitchelton-Scott \| + 4s \| \| \| 8. \| Mike Teunissen \| Team Sunweb \| + 4s \| \| \| 9. \| Matti Breschel \| EF Education First-Drapac \| + 4s \| \| \| 10. \| Koen de Kort \| Trek-Segafredo \| + 4s \| \| |                    |                            |          |
| |                    |                            |          |
| |                    |                            |          |
| Classificação por etapas |                    |                            |          |
| Ciclista | Ciclista           | Equipe                     | Tempo    |
| 1. | Jérôme Cousin      | Direct Énergie             | 3h57m25s |
| 2. | Nils Politt        | Katusha-Alpecin            | + 2s     |
| 3. | André Greipel      | Lotto-Soudal               | + 4s     |
| 4. | Magnus Cort        | Astana                     | + 4s     |
| 5. | Alexander Kristoff | UAE Team Emirates          | + 4s     |
| 6. | Christophe Laporte | Cofidis, Solutions Crédits | + 4s     |
| 7. | Matteo Trentin     | Mitchelton-Scott           | + 4s     |
| 8. | Mike Teunissen     | Team Sunweb                | + 4s     |
| 9. | Matti Breschel     | EF Education First-Drapac  | + 4s     |
| 10. | Koen de Kort       | Trek-Segafredo             | + 4s     |

| \| Classificação geral \| Classificação geral \| Classificação geral \| Classificação geral \| Classificação geral \| \| Ciclista \| Ciclista \| Equipe \| Tempo \| \| \| ------------------- \| ------------------- \| ------------------- \| ------------------- \| ------------------- \| \| 1. \| Luis León Sánchez \| Astana \| 17h45m26s \| \| \| 2. \| Wout Poels \| Team Sky \| + 15s \| \| \| 3. \| Julian Alaphilippe \| Quick-Step Floors \| + 26s \| \| \| 4. \| Marc Soler \| Movistar Team \| + 26s \| \| \| 5. \| Gorka Izagirre \| Bahrain-Merida \| + 34s \| \| \| 6. \| Felix Großschartner \| Bora-Hansgrohe \| + 35s \| \| \| 7. \| Ion Izagirre \| Bahrain-Merida \| + 42s \| \| \| 8. \| Tim Wellens \| Lotto-Soudal \| + 42s \| \| \| 9. \| Sergio Henao \| Team Sky \| + 48s \| \| \| 10. \| Esteban Chaves \| Mitchelton-Scott \| + 48s \| \| |                     |                   |           |
| |                     |                   |           |
| |                     |                   |           |
| Classificação geral |                     |                   |           |
| Ciclista | Ciclista            | Equipe            | Tempo     |
| 1. | Luis León Sánchez   | Astana            | 17h45m26s |
| 2. | Wout Poels          | Team Sky          | + 15s     |
| 3. | Julian Alaphilippe  | Quick-Step Floors | + 26s     |
| 4. | Marc Soler          | Movistar Team     | + 26s     |
| 5. | Gorka Izagirre      | Bahrain-Merida    | + 34s     |
| 6. | Felix Großschartner | Bora-Hansgrohe    | + 35s     |
| 7. | Ion Izagirre        | Bahrain-Merida    | + 42s     |
| 8. | Tim Wellens         | Lotto-Soudal      | + 42s     |
| 9. | Sergio Henao        | Team Sky          | + 48s     |
| 10. | Esteban Chaves      | Mitchelton-Scott  | + 48s     |

### 6.ª etapa
| Sisteron - Vence | média montanha | (198 km) |

| \| Classificação por etapas \| Classificação por etapas \| Classificação por etapas \| Classificação por etapas \| Classificação por etapas \| \| Ciclista \| Ciclista \| Equipe \| Tempo \| \| \| ------------------------ \| ------------------------ \| ------------------------ \| ------------------------ \| ------------------------ \| \| 1. \| Rudy Molard \| Groupama-FDJ \| 4h40m05s \| \| \| 2. \| Tim Wellens \| Lotto-Soudal \| + 2s \| \| \| 3. \| Julian Alaphilippe \| Quick-Step Floors \| + 2s \| \| \| 4. \| Luis León Sánchez \| Astana \| + 2s \| \| \| 5. \| Sam Oomen \| Team Sunweb \| + 2s \| \| \| 6. \| Dylan Teuns \| BMC Racing Team \| + 2s \| \| \| 7. \| Patrick Konrad \| Bora-Hansgrohe \| + 2s \| \| \| 8. \| Esteban Chaves \| Mitchelton-Scott \| + 2s \| \| \| 9. \| Gorka Izagirre \| Bahrain-Merida \| + 2s \| \| \| 10. \| Sergio Henao \| Team Sky \| + 2s \| \| |                    |                   |          |
| |                    |                   |          |
| |                    |                   |          |
| Classificação por etapas |                    |                   |          |
| Ciclista | Ciclista           | Equipe            | Tempo    |
| 1. | Rudy Molard        | Groupama-FDJ      | 4h40m05s |
| 2. | Tim Wellens        | Lotto-Soudal      | + 2s     |
| 3. | Julian Alaphilippe | Quick-Step Floors | + 2s     |
| 4. | Luis León Sánchez  | Astana            | + 2s     |
| 5. | Sam Oomen          | Team Sunweb       | + 2s     |
| 6. | Dylan Teuns        | BMC Racing Team   | + 2s     |
| 7. | Patrick Konrad     | Bora-Hansgrohe    | + 2s     |
| 8. | Esteban Chaves     | Mitchelton-Scott  | + 2s     |
| 9. | Gorka Izagirre     | Bahrain-Merida    | + 2s     |
| 10. | Sergio Henao       | Team Sky          | + 2s     |

| \| Classificação geral \| Classificação geral \| Classificação geral \| Classificação geral \| Classificação geral \| \| Ciclista \| Ciclista \| Equipe \| Tempo \| \| \| ------------------- \| ------------------- \| ------------------- \| ------------------- \| ------------------- \| \| 1. \| Luis León Sánchez \| Astana \| 22h25m33s \| \| \| 2. \| Julian Alaphilippe \| Quick-Step Floors \| + 22s \| \| \| 3. \| Marc Soler \| Movistar Team \| + 26s \| \| \| 4. \| Gorka Izagirre \| Bahrain-Merida \| + 34s \| \| \| 5. \| Tim Wellens \| Lotto-Soudal \| + 35s \| \| \| 6. \| Ion Izagirre \| Bahrain-Merida \| + 42s \| \| \| 7. \| Simon Yates \| Mitchelton-Scott \| + 45s \| \| \| 8. \| Sergio Henao \| Team Sky \| + 46s \| \| \| 9. \| Esteban Chaves \| Mitchelton-Scott \| + 48s \| \| \| 10. \| Patrick Konrad \| Bora-Hansgrohe \| + 54s \| \| |                    |                   |           |
| |                    |                   |           |
| |                    |                   |           |
| Classificação geral |                    |                   |           |
| Ciclista | Ciclista           | Equipe            | Tempo     |
| 1. | Luis León Sánchez  | Astana            | 22h25m33s |
| 2. | Julian Alaphilippe | Quick-Step Floors | + 22s     |
| 3. | Marc Soler         | Movistar Team     | + 26s     |
| 4. | Gorka Izagirre     | Bahrain-Merida    | + 34s     |
| 5. | Tim Wellens        | Lotto-Soudal      | + 35s     |
| 6. | Ion Izagirre       | Bahrain-Merida    | + 42s     |
| 7. | Simon Yates        | Mitchelton-Scott  | + 45s     |
| 8. | Sergio Henao       | Team Sky          | + 46s     |
| 9. | Esteban Chaves     | Mitchelton-Scott  | + 48s     |
| 10. | Patrick Konrad     | Bora-Hansgrohe    | + 54s     |

### 7.ª etapa
| Nice - Valdeblore | alta montanha | (175 km) |

| \| Classificação por etapas \| Classificação por etapas \| Classificação por etapas \| Classificação por etapas \| Classificação por etapas \| \| Ciclista \| Ciclista \| Equipe \| Tempo \| \| \| ------------------------ \| ------------------------ \| ------------------------ \| ------------------------ \| ------------------------ \| \| 1. \| Simon Yates \| Mitchelton-Scott \| 5h02m54s \| \| \| 2. \| Dylan Teuns \| BMC Racing Team \| + 8s \| \| \| 3. \| Ion Izagirre \| Bahrain-Merida \| + 8s \| \| \| 4. \| Gorka Izagirre \| Bahrain-Merida \| + 13s \| \| \| 5. \| Tim Wellens \| Lotto-Soudal \| + 13s \| \| \| 6. \| Patrick Konrad \| Bora-Hansgrohe \| + 20s \| \| \| 7. \| Sergio Henao \| Team Sky \| + 46s \| \| \| 8. \| Marc Soler \| Movistar Team \| + 46s \| \| \| 9. \| Jakob Fuglsang \| Astana \| + 48s \| \| \| 10. \| Sam Oomen \| Team Sunweb \| + 54s \| \| |                |                  |          |
| |                |                  |          |
| |                |                  |          |
| Classificação por etapas |                |                  |          |
| Ciclista | Ciclista       | Equipe           | Tempo    |
| 1. | Simon Yates    | Mitchelton-Scott | 5h02m54s |
| 2. | Dylan Teuns    | BMC Racing Team  | + 8s     |
| 3. | Ion Izagirre   | Bahrain-Merida   | + 8s     |
| 4. | Gorka Izagirre | Bahrain-Merida   | + 13s    |
| 5. | Tim Wellens    | Lotto-Soudal     | + 13s    |
| 6. | Patrick Konrad | Bora-Hansgrohe   | + 20s    |
| 7. | Sergio Henao   | Team Sky         | + 46s    |
| 8. | Marc Soler     | Movistar Team    | + 46s    |
| 9. | Jakob Fuglsang | Astana           | + 48s    |
| 10. | Sam Oomen      | Team Sunweb      | + 54s    |

| \| Classificação geral \| Classificação geral \| Classificação geral \| Classificação geral \| Classificação geral \| \| Ciclista \| Ciclista \| Equipe \| Tempo \| \| \| ------------------- \| ------------------- \| ------------------- \| ------------------- \| ------------------- \| \| 1. \| Simon Yates \| Mitchelton-Scott \| 27h29m02s \| \| \| 2. \| Ion Izagirre \| Bahrain-Merida \| + 11s \| \| \| 3. \| Gorka Izagirre \| Bahrain-Merida \| + 12s \| \| \| 4. \| Tim Wellens \| Lotto-Soudal \| + 13s \| \| \| 5. \| Dylan Teuns \| BMC Racing Team \| + 27s \| \| \| 6. \| Marc Soler \| Movistar Team \| + 37s \| \| \| 7. \| Patrick Konrad \| Bora-Hansgrohe \| + 39s \| \| \| 8. \| Sergio Henao \| Team Sky \| + 57s \| \| \| 9. \| Julian Alaphilippe \| Quick-Step Floors \| + 1m48s \| \| \| 10. \| Alexis Vuillermoz \| AG2R La Mondiale \| + 1m49s \| \| |                    |                   |           |
| |                    |                   |           |
| |                    |                   |           |
| Classificação geral |                    |                   |           |
| Ciclista | Ciclista           | Equipe            | Tempo     |
| 1. | Simon Yates        | Mitchelton-Scott  | 27h29m02s |
| 2. | Ion Izagirre       | Bahrain-Merida    | + 11s     |
| 3. | Gorka Izagirre     | Bahrain-Merida    | + 12s     |
| 4. | Tim Wellens        | Lotto-Soudal      | + 13s     |
| 5. | Dylan Teuns        | BMC Racing Team   | + 27s     |
| 6. | Marc Soler         | Movistar Team     | + 37s     |
| 7. | Patrick Konrad     | Bora-Hansgrohe    | + 39s     |
| 8. | Sergio Henao       | Team Sky          | + 57s     |
| 9. | Julian Alaphilippe | Quick-Step Floors | + 1m48s   |
| 10. | Alexis Vuillermoz  | AG2R La Mondiale  | + 1m49s   |

### 8.ª etapa
| Nice - Nice | média montanha | (110 km) |

| \| Classificação por etapas \| Classificação por etapas \| Classificação por etapas \| Classificação por etapas \| Classificação por etapas \| \| Ciclista \| Ciclista \| Equipe \| Tempo \| \| \| ------------------------ \| ------------------------ \| ------------------------ \| ------------------------ \| ------------------------ \| \| 1. \| David de la Cruz \| Team Sky \| 2h53m06s \| \| \| 2. \| Omar Fraile \| Astana \| + 0s \| \| \| 3. \| Marc Soler \| Movistar Team \| + 3s \| \| \| 4. \| Patrick Konrad \| Bora-Hansgrohe \| + 38s \| \| \| 5. \| Tim Wellens \| Lotto-Soudal \| + 38s \| \| \| 6. \| Simon Yates \| Mitchelton-Scott \| + 38s \| \| \| 7. \| Dylan Teuns \| BMC Racing Team \| + 38s \| \| \| 8. \| Richard Carapaz \| Movistar Team \| + 38s \| \| \| 9. \| Gorka Izagirre \| Bahrain-Merida \| + 38s \| \| \| 10. \| Ion Izagirre \| Bahrain-Merida \| + 38s \| \| |                  |                  |          |
| |                  |                  |          |
| |                  |                  |          |
| Classificação por etapas |                  |                  |          |
| Ciclista | Ciclista         | Equipe           | Tempo    |
| 1. | David de la Cruz | Team Sky         | 2h53m06s |
| 2. | Omar Fraile      | Astana           | + 0s     |
| 3. | Marc Soler       | Movistar Team    | + 3s     |
| 4. | Patrick Konrad   | Bora-Hansgrohe   | + 38s    |
| 5. | Tim Wellens      | Lotto-Soudal     | + 38s    |
| 6. | Simon Yates      | Mitchelton-Scott | + 38s    |
| 7. | Dylan Teuns      | BMC Racing Team  | + 38s    |
| 8. | Richard Carapaz  | Movistar Team    | + 38s    |
| 9. | Gorka Izagirre   | Bahrain-Merida   | + 38s    |
| 10. | Ion Izagirre     | Bahrain-Merida   | + 38s    |

## Classificações finais
- As classificações finalizaram da seguinte forma:[3]

### Classificação geral
| \| Classificação geral \| Classificação geral \| Classificação geral \| Classificação geral \| Classificação geral \| \| Ciclista \| Ciclista \| Equipe \| Tempo \| \| \| ------------------- \| ------------------- \| ------------------- \| ------------------- \| ------------------- \| \| 1. \| Marc Soler \| Movistar Team \| 30h22m41s \| \| \| 2. \| Simon Yates \| Mitchelton-Scott \| + 4s \| \| \| 3. \| Gorka Izagirre \| Bahrain-Merida \| + 14s \| \| \| 4. \| Ion Izagirre \| Bahrain-Merida \| + 16s \| \| \| 5. \| Tim Wellens \| Lotto-Soudal \| + 16s \| \| \| 6. \| Dylan Teuns \| BMC Racing Team \| + 32s \| \| \| 7. \| Patrick Konrad \| Bora-Hansgrohe \| + 44s \| \| \| 8. \| Alexis Vuillermoz \| AG2R La Mondiale \| + 1m54s \| \| \| 9. \| David de la Cruz \| Team Sky \| + 2m15s \| \| \| 10. \| Felix Großschartner \| Bora-Hansgrohe \| + 2m35s \| \| |                     |                  |           |
| |                     |                  |           |
| Fonte: ProCyclingStats |                     |                  |           |
| Classificação geral |                     |                  |           |
| Ciclista | Ciclista            | Equipe           | Tempo     |
| 1. | Marc Soler          | Movistar Team    | 30h22m41s |
| 2. | Simon Yates         | Mitchelton-Scott | + 4s      |
| 3. | Gorka Izagirre      | Bahrain-Merida   | + 14s     |
| 4. | Ion Izagirre        | Bahrain-Merida   | + 16s     |
| 5. | Tim Wellens         | Lotto-Soudal     | + 16s     |
| 6. | Dylan Teuns         | BMC Racing Team  | + 32s     |
| 7. | Patrick Konrad      | Bora-Hansgrohe   | + 44s     |
| 8. | Alexis Vuillermoz   | AG2R La Mondiale | + 1m54s   |
| 9. | David de la Cruz    | Team Sky         | + 2m15s   |
| 10. | Felix Großschartner | Bora-Hansgrohe   | + 2m35s   |

### Classificação da montanha
| Classificação da montanha | Classificação da montanha | Classificação da montanha  | Classificação da montanha | Classificação da montanha |
| Ciclista                  | Ciclista                  | Equipe                     | Pontos                    |                           |
| ------------------------- | ------------------------- | -------------------------- | ------------------------- | ------------------------- |
| 1.                        | Thomas De Gendt           | Lotto-Soudal               | 69 pts                    |                           |
| 2.                        | Omar Fraile               | Astana                     | 37 pts                    |                           |
| 3.                        | Simon Yates               | Mitchelton-Scott           | 21 pts                    |                           |
| 4.                        | Marc Soler                | Movistar Team              | 21 pts                    |                           |
| 5.                        | David de la Cruz          | Team Sky                   | 19 pts                    |                           |
| 6.                        | Ion Izagirre              | Bahrain-Merida             | 14 pts                    |                           |
| 7.                        | Nicolas Edet              | Cofidis, Solutions Crédits | 14 pts                    |                           |
| 8.                        | Amaël Moinard             | Fortuneo-Samsic            | 14 pts                    |                           |
| 9.                        | Tony Gallopin             | AG2R La Mondiale           | 13 pts                    |                           |
| 10.                       | Julian Alaphilippe        | Quick-Step Floors          | 12 pts                    |                           |

### Classificação por pontos
| Classificação por pontos | Classificação por pontos | Classificação por pontos | Classificação por pontos | Classificação por pontos |
| Ciclista                 | Ciclista                 | Equipe                   | Pontos                   |                          |
| ------------------------ | ------------------------ | ------------------------ | ------------------------ | ------------------------ |
| 1.                       | Tim Wellens              | Lotto-Soudal             | 37 pts                   |                          |
| 2.                       | Gorka Izagirre           | Bahrain-Merida           | 31 pts                   |                          |
| 3.                       | Julian Alaphilippe       | Quick-Step Floors        | 28 pts                   |                          |
| 4.                       | Marc Soler               | Movistar Team            | 27 pts                   |                          |
| 5.                       | Simon Yates              | Mitchelton-Scott         | 24 pts                   |                          |
| 6.                       | Dylan Teuns              | BMC Racing Team          | 24 pts                   |                          |
| 7.                       | Luis León Sánchez        | Astana                   | 23 pts                   |                          |
| 8.                       | Patrick Konrad           | Bora-Hansgrohe           | 20 pts                   |                          |
| 9.                       | Ion Izagirre             | Bahrain-Merida           | 17 pts                   |                          |
| 10.                      | David de la Cruz         | Team Sky                 | 16 pts                   |                          |

### Classificação dos jovens
| Classificação dos jovens | Classificação dos jovens | Classificação dos jovens | Classificação dos jovens | Classificação dos jovens |
| Ciclista                 | Ciclista                 | Equipe                   | Tempo                    |                          |
| ------------------------ | ------------------------ | ------------------------ | ------------------------ | ------------------------ |
| 1.                       | Marc Soler               | Movistar Team            | 30h22m41s                |                          |
| 2.                       | Felix Großschartner      | Bora-Hansgrohe           | + 2m35s                  |                          |
| 3.                       | Richard Carapaz          | Movistar Team            | + 3m47s                  |                          |
| 4.                       | Sam Oomen                | Team Sunweb              | + 5m03s                  |                          |
| 5.                       | Magnus Cort              | Astana                   | + 52m49s                 |                          |
| 6.                       | Héctor Carretero         | Movistar Team            | + 1h04m59s               |                          |
| 7.                       | Iván García Cortina      | Bahrain-Merida           | + 1h08m41s               |                          |
| 8.                       | Thomas Boudat            | Direct Énergie           | + 1h16m06s               |                          |
| 9.                       | Ryan Gibbons             | Dimension Data           | + 1h22m21s               |                          |

### Classificação por equipas
| Classificação por equipes | Classificação por equipes  | Classificação por equipes | Classificação por equipes |
| Equipe                    | Equipe                     | Tempo                     |                           |
| ------------------------- | -------------------------- | ------------------------- | ------------------------- |
| 1.                        | Bahrain-Merida             | 91h31m07s                 |                           |
| 2.                        | Astana                     | + 4m23s                   |                           |
| 3.                        | Mitchelton-Scott           | + 6m14s                   |                           |
| 4.                        | AG2R La Mondiale           | + 6m29s                   |                           |
| 5.                        | Bora-Hansgrohe             | + 9m28s                   |                           |
| 6.                        | Sky                        | + 10m40s                  |                           |
| 7.                        | Movistar Team              | + 12m55s                  |                           |
| 8.                        | BMC Racing Team            | + 33m26s                  |                           |
| 9.                        | Quick-Step Floors          | + 1h14m56s                |                           |
| 10.                       | Cofidis, Solutions Crédits | + 1h15m24s                |                           |

## Evolução das classificações
| Etapa (Vencedor)              | Classificação geral | Classificação por pontos | Classificação da montanha | Classificação dos jovens | Classificação por equipas |
| ----------------------------- | ------------------- | ------------------------ | ------------------------- | ------------------------ | ------------------------- |
| 1.ª etapa (Arnaud Démare)     | Arnaud Démare       | Arnaud Démare            | Pierre-Luc Périchon       | Felix Großschartner      | Bahrain-Merida            |
| 2.ª etapa (Dylan Groenewegen) | Arnaud Démare       | Arnaud Démare            | Pierre-Luc Périchon       | Marc Soler               | Bahrain-Merida            |
| 3.ª etapa (Jonathan Hivert)   | Luis León Sánchez   | Arnaud Démare            | Pierre-Luc Périchon       | Felix Großschartner      | Bahrain-Merida            |
| 4.ª etapa (CRI) (Wout Poels)  | Luis León Sánchez   | Arnaud Démare            | Pierre-Luc Périchon       | Marc Soler               | Sky                       |
| 5.ª etapa (Jérôme Cousin)     | Luis León Sánchez   | Arnaud Démare            | Jérôme Cousin             | Marc Soler               | Sky                       |
| 6.ª etapa (Rudy Molard)       | Luis León Sánchez   | Arnaud Démare            | Fabien Grellier           | Marc Soler               | Mitchelton-Scott          |
| 7.ª etapa (Simon Yates)       | Simon Yates         | Tim Wellens              | Thomas de Gendt           | Marc Soler               | Mitchelton-Scott          |
| 8.ª etapa (David de la Cruz)  | Marc Soler          | Tim Wellens              | Thomas de Gendt           | Marc Soler               | Bahrain Merida            |
| Final                         | Marc Soler          | Tim Wellens              | Thomas de Gendt           | Marc Soler               | Bahrain Merida            |

## UCI World Ranking
A Paris-Nice outorga pontos para o UCI WorldTour de 2018 e o UCI World Ranking, este último para corredores das equipas nas categorias UCI WorldTeam, Profissional Continental e Equipas Continentais. As seguintes tabelas mostram o barómetro de pontuação e os 10 corredores que obtiveram mais pontos:
| Posição             | 1.º | 2.º | 3.º | 4.º | 5.º | 6.º | 7.º | 8.º | 9.º | 10.º | 11.º | 12.º | 13.º | 14.º | 15.º | 16.º-20.º | 21.º-30.º | 31.º-50.º | 51.º-55.º | 56.º-60.º |
| Classificação geral | 500 | 400 | 325 | 275 | 225 | 175 | 150 | 125 | 100 | 85   | 70   | 60   | 50   | 40   | 35   | 30        | 20        | 10        | 5         | 3         |
| Por etapa           | 60  | 25  | 10  |     |     |     |     |     |     |      |      |      |      |      |      |           |           |           |           |           |
| Líder               | 10  |     |     |     |     |     |     |     |     |      |      |      |      |      |      |           |           |           |           |           |

| Classificação |                   |                  |       |       |       |       |
| Posição       | Ciclista          | Equipa           | Geral | Etapa | Líder | Total |
| ------------- | ----------------- | ---------------- | ----- | ----- | ----- | ----- |
| 1.º           | Marc Soler        | Movistar         | 500   | 35    | -     | 535   |
| 2.º           | Simon Yates       | Mitchelton-Scott | 400   | 60    | 10    | 470   |
| 3.º           | Gorka Izagirre    | Bahrain Merida   | 325   | 25    | -     | 350   |
| 4.º           | Ion Izagirre      | Bahrain Merida   | 275   | 10    | -     | 285   |
| 5.º           | Tim Wellens       | Lotto Soudal     | 225   | 25    | -     | 250   |
| 6.º           | Dylan Teuns       | BMC Racing       | 175   | 25    | -     | 200   |
| 7.º           | David de la Cruz  | Sky              | 100   | 60    | -     | 160   |
| 8.º           | Patrick Konrad    | Bora-Hansgrohe   | 150   | -     | -     | 150   |
| 9.º           | Alexis Vuillermoz | AG2R La Mondiale | 125   | -     | -     | 125   |
| 10.º          | Rudy Molard       | Groupama-FDJ     | 35    | 60    | -     | 95    |

## Lista de participantes
| Team Sky                     | Team Sky                 | Team Sky            | UAE Team Emirates          | UAE Team Emirates          | UAE Team Emirates          | Bahrain-Merida            | Bahrain-Merida            | Bahrain-Merida            |
| ---------------------------- | ------------------------ | ------------------- | -------------------------- | -------------------------- | -------------------------- | ------------------------- | ------------------------- | ------------------------- |
| 1                            | Sergio Henao             | 12º                 | 11                         | Dan Martin                 |                            | 21                        | Gorka Izagirre            | 3º                        |
| 2                            | David de la Cruz         | 9º                  | 12                         | Sven Erik Bystrøm          |                            | 22                        | Manuele Boaro             |                           |
| 3                            | David López García       | 63º                 | 13                         | Rui Costa                  |                            | 23                        | Iván García Cortina       | 61º                       |
| 4                            | Wout Poels               |                     | 14                         | Alexander Kristoff         |                            | 24                        | Heinrich Haussler         |                           |
| 5                            | Diego Rosa               | 33º                 | 15                         | Rory Sutherland            |                            | 25                        | Íon Izagirre              | 4º                        |
| 6                            | Ian Stannard             |                     | 16                         | Ben Swift                  |                            | 26                        | Antonio Nibali            | 50º                       |
| 7                            | Dylan van Baarle         | 68º                 | 17                         | Oliviero Troia             |                            | 27                        | Luka Pibernik             |                           |
| Quick-Step Floors            | Quick-Step Floors        | Quick-Step Floors   | Team Katusha-Alpecin       | Team Katusha-Alpecin       | Team Katusha-Alpecin       | Mitchelton-Scott          | Mitchelton-Scott          | Mitchelton-Scott          |
| 31                           | Julian Alaphilippe       | 18º                 | 41                         | Ilnur Zakarin              | 16º                        | 51                        | Simon Yates               | 2º                        |
| 32                           | Tim Declercq             |                     | 42                         | Ian Boswell                |                            | 52                        | Esteban Chaves            |                           |
| 33                           | Dries Devenyns           |                     | 43                         | Marco Haller               |                            | 53                        | Alexander Edmondson       |                           |
| 34                           | Yves Lampaert            | 40º                 | 44                         | Pavel Kochetkov            | 66º                        | 54                        | Mathew Hayman             |                           |
| 35                           | Michael Mørkøv           | 77º                 | 45                         | Maurits Lammertink         |                            | 55                        | Christopher Juul-Jensen   | 47º                       |
| 36                           | Fabio Sabatini           |                     | 46                         | Tiago Machado              | 51º                        | 56                        | Roman Kreuziger           | 19º                       |
| 37                           | Elia Viviani             |                     | 47                         | Nils Politt                |                            | 57                        | Matteo Trentin            | 32º                       |
| Ag2r La Mondiale             | Ag2r La Mondiale         | Ag2r La Mondiale    | BMC Racing Team            | BMC Racing Team            | BMC Racing Team            | Trek-Segafredo            | Trek-Segafredo            | Trek-Segafredo            |
| 61                           | Tony Gallopin            | 28º                 | 71                         | Tejay van Garderen         |                            | 81                        | Bauke Mollema             | 30º                       |
| 62                           | Mikaël Cherel            | 20º                 | 72                         | Alessandro de Marchi       | 36º                        | 82                        | Julien Bernard            | 46º                       |
| 63                           | Axel Domont              | 60º                 | 73                         | Jean-Pierre Drucker        |                            | 83                        | Koen de Kort              |                           |
| 64                           | Cyril Gautier            | 27º                 | 74                         | Simon Gerrans              |                            | 84                        | John Degenkolb            |                           |
| 65                           | Oliver Naesen            | 25º                 | 75                         | Nicolas Roche              |                            | 85                        | Markel Irizar             | 75º                       |
| 66                           | Stijn Vandenbergh        | 70º                 | 76                         | Jürgen Roelandts           | 35º                        | 86                        | Jarlinson Pantano         | 39º                       |
| 67                           | Alexis Vuillermoz        | 8º                  | 77                         | Dylan Teuns                | 6º                         | 87                        | Grégory Rast              | 67º                       |
| Astana Pro Team              | Astana Pro Team          | Astana Pro Team     | Lotto Soudal               | Lotto Soudal               | Lotto Soudal               | Groupama-FDJ              | Groupama-FDJ              | Groupama-FDJ              |
| 91                           | Jakob Fuglsang           | 14º                 | 101                        | Tim Wellens                | 5º                         | 111                       | Arnaud Démare             |                           |
| 92                           | Omar Fraile              | 26º                 | 102                        | Lars Ytting Bak            | 73º                        | 112                       | Mickaël Delage            |                           |
| 93                           | Dmitriy Gruzdev          |                     | 103                        | Jasper De Buyst            |                            | 113                       | Jacopo Guarnieri          |                           |
| 94                           | Hugo Houle               | 56º                 | 104                        | Thomas de Gendt            | 64º                        | 114                       | Ignatas Konovalovas       |                           |
| 95                           | Magnus Cort              | 52º                 | 105                        | André Greipel              |                            | 115                       | Olivier Lhe Gac           |                           |
| 96                           | Luis León Sánchez        | 21º                 | 106                        | Marcel Sieberg             |                            | 116                       | Rudy Molard               | 15º                       |
| 97                           | Michael Valgren          | 31º                 | 107                        | Jelle Wallays              |                            | 117                       | Ramon Sinkeldam           |                           |
| Movistar Team                | Movistar Team            | Movistar Team       | Fortuneo-Samsic            | Fortuneo-Samsic            | Fortuneo-Samsic            | Team LottoNL-Jumbo        | Team LottoNL-Jumbo        | Team LottoNL-Jumbo        |
| 121                          | Carlos Barbero           | 65º                 | 131                        | Warren Barguil             | 17º                        | 141                       | Robert Gesink             | 38º                       |
| 122                          | Richard Carapaz          | 11º                 | 132                        | Maxime Bouet               |                            | 142                       | Lars Boom                 |                           |
| 123                          | Héctor Carretero         | 58º                 | 133                        | Anthony Delaplace          |                            | 143                       | Dylan Groenewegen         |                           |
| 124                          | Imanol Erviti            | 44º                 | 134                        | Kévin Ledanois             |                            | 144                       | Amund Grøndahl            |                           |
| 125                          | Dayer Quintana           | 59º                 | 135                        | Amaël Moinard              | 54º                        | 145                       | Tom Leezer                |                           |
| 126                          | Eduardo Sepúlveda        | 48º                 | 136                        | Pierre-Luc Périchon        | 62º                        | 146                       | Paul Martens              |                           |
| 127                          | Marc Soler               | 1º                  | 137                        | Laurent Pichon             |                            | 147                       | Fraude Roosen             |                           |
| Team Sunweb                  | Team Sunweb              | Team Sunweb         | Cofidis, Solutions Crédits | Cofidis, Solutions Crédits | Cofidis, Solutions Crédits | EF Education First-Drapac | EF Education First-Drapac | EF Education First-Drapac |
| 151                          | Sam Oomen                | 13º                 | 161                        | Jesús Herrada              | 43º                        | 171                       | Pierre Rolland            | 23º                       |
| 152                          | Phil Bauhaus             |                     | 162                        | Nacer Bouhanni             |                            | 172                       | Matti Breschel            |                           |
| 153                          | Roy Curvers              | 71º                 | 163                        | Nicolas Edet               | 42º                        | 173                       | Lawson Craddock           |                           |
| 154                          | Chris Hamilton           |                     | 164                        | José Herrada               | 24º                        | 174                       | Mitchell Docker           |                           |
| 155                          | Mike Teunissen           |                     | 165                        | Christophe Laporte         |                            | 175                       | Sebastian Langeveld       | 57º                       |
| 156                          | Edward Theuns            |                     | 166                        | Cyril Lemoine              |                            | 176                       | Daniel McLay              |                           |
| 157                          | Louis Vervaeke           |                     | 167                        | Bert Van Lerberghe         |                            | 177                       | Thomas Scully             |                           |
| Team Dimension Data          | Team Dimension Data      | Team Dimension Data | Bora-Hansgrohe             | Bora-Hansgrohe             | Bora-Hansgrohe             | Direct Énergie            | Direct Énergie            | Direct Énergie            |
| 181                          | Tom Slagter              |                     | 191                        | Sam Bennett                |                            | 201                       | Lilian Calmejane          |                           |
| 182                          | Natnael Berhane          | 34º                 | 192                        | Erik Baška                 |                            | 202                       | Thomas Boudat             | 69º                       |
| 183                          | Ryan Gibbons             | 72º                 | 193                        | Felix Großschartner        | 10º                        | 203                       | Sylvain Chavanel          | 55º                       |
| 184                          | Benjamin King            | 45º                 | 194                        | Patrick Konrad             | 7º                         | 204                       | Jérôme Cousin             |                           |
| 185                          | Serge Pauwels            | 49º                 | 195                        | Paweł Poljański            | 29º                        | 205                       | Fabien Grellier           |                           |
| 186                          | Jay Robert Thomson       | 76º                 | 196                        | Juraj Sagan                |                            | 206                       | Jonathan Hivert           | 41º                       |
| 187                          | Johann Van Zyl           |                     | 197                        | Michael Schwarzmann        | 74º                        | 207                       | Angelo Tulik              |                           |
| Delko Marseille Provence KTM |                          |                     |                            |                            |                            |                           |                           |                           |
| 211                          | Romain Combaud           | 53º                 |                            |                            |                            |                           |                           |                           |
| 212                          | Rémy Di Gregorio         | 22º                 |                            |                            |                            |                           |                           |                           |
| 213                          | Julien El Fares          |                     |                            |                            |                            |                           |                           |                           |
| 214                          | Delio Fernández          | 37º                 |                            |                            |                            |                           |                           |                           |
| 215                          | Brenton Jones            |                     |                            |                            |                            |                           |                           |                           |
| 216                          | Przemysław Kasperkiewicz |                     |                            |                            |                            |                           |                           |                           |
| 217                          | Evaldas Šiškevicius      |                     |                            |                            |                            |                           |                           |                           |